# 北布拉班特博物馆
北布拉班特博物馆（荷蘭語：Het Noordbrabants Museum）是一座展示荷蘭北布拉班特省藝術、文化和歷史的博物館，位於北布拉班特省首府斯海爾托亨博斯市中心。

## 外部連結
- 官方网站
- 维基共享资源上的相關多媒體資源：北布拉班特博物馆